# Уразливість
Уразливість (вразливість) — це нездатність (наприклад, системи або її частини) витримувати впливи недружнього середовища; міра чутливості до уражень, пошкоджень; слабке місце одного з елементів об'єкта захисту; фактор реалізації загрози.

## Види
- Екологічна вразливість — це нездатність живих організмів або навколишнього середовища витримувати дію зовнішніх екологічних чинників[2].
- Соціальна вразливість — це недоступність для певних категорій населення соціальних послуг, необхідних для нормального соціального становлення[3].
- Вразливість у комп'ютерній безпеці — нездатність інформаційної системи протистояти реалізації певної загрози або сукупності загроз[4].
- Фінансова вразливість — низька частка капіталу, залежність від банківських ризиків.
- Психологічна вразливість — чутливість особистості стосовно несприятливих зовнішніх чинників[5].
- Екосистемна вразливість — можливий розмір збитків чи шкоди системи від зміни клімату. Залежить не тільки від чутливості системи, але також від її здатності адаптуватись до нових кліматичних умов.